# Sao chổi Donati
Sao chổi Donati, mã số chuẩn C/1858 L1 and 1858 VI, là một sao chổi lớn được đặt tên theo nhà thiên văn học người Ý Giovanni Battista Donati, người đầu tiên quan sát nó vào ngày 2 tháng 6 năm 1858. Sau sao chổi lớn năm 1811, nó là sao chổi rực rỡ nhất xuất hiện trong thế kỷ 19. Đây cũng là sao chổi đầu tiên được chụp ảnh.

## Phát hiện và quan sát

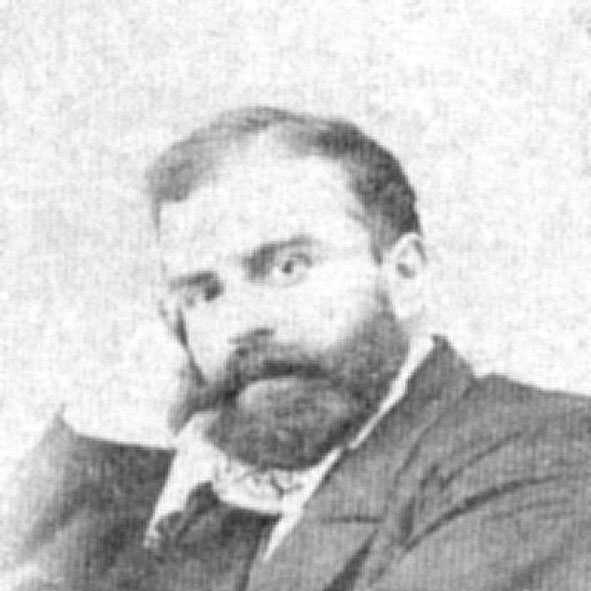
Donati, người phát hiện ra sao chổi này.

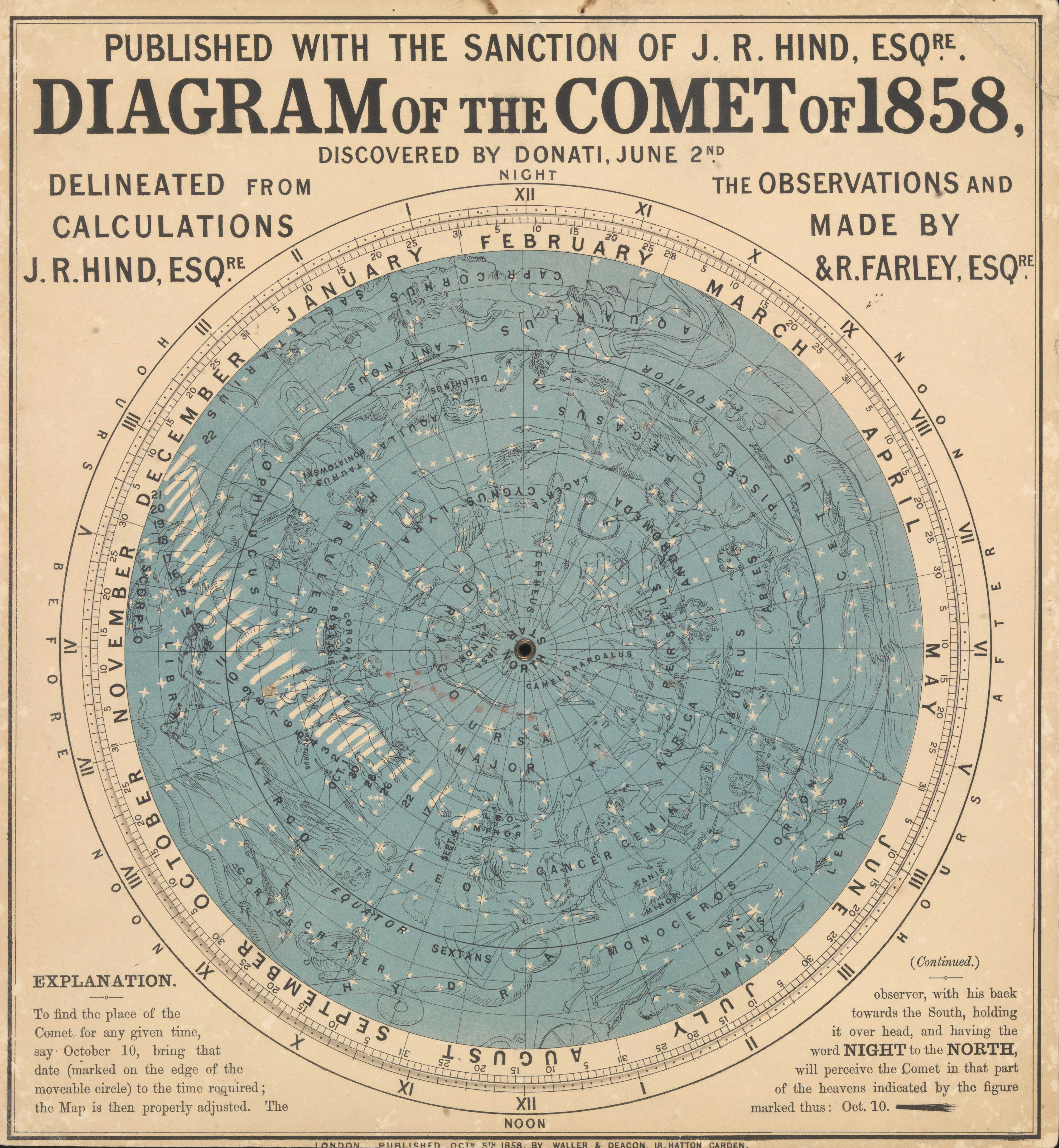
Sơ đồ để định vị sao chổi, được in một tuần trước khi sao chổi tiếp cận gần nhất.

Donati lần đầu tiên quan sát sao chổi này vào ngày 2 tháng 6 từ Đài quan sát Florence: ban đầu có thể nhìn thấy nó như một vật thể nhỏ giống như tinh vân 7 ở gần đầu "của" chòm sao Sư tử. Vào giữa tháng 8, nó đã  sáng rực đủ để có thể nhìn thấy bằng mắt thường.
Trong tháng 9 sao chổi đi qua chòm sao Đại Hùng. Trong phần lớn sự xuất hiện của nó, nó chiếm một vị trí đặc biệt (trong số các sao chổi lớn) trên bầu trời và được quan sát đặc biệt tốt đối với người xem ở Bắc bán cầu.
Nó gần Trái đất nhất vào ngày 10 tháng 10 năm 1858, và trong nhiều tháng 10 là một vật thể rực rỡ với một cái đuôi bụi dài, giống như lưỡi hái và đuôi khí nổi bật. Sao chổi này vẫn nhìn được bằng mắt thường cho đến tháng 11 cho các nhà quan sát Nam bán cầu. Quan sát cuối cùng là của William Mann, trợ lý trưởng tại Đài thiên văn Hoàng gia, Mũi Hảo Vọng, vào ngày 4 tháng 3 năm 1859.
Trong quá trình hiện diện của nó, sao chổi được nghiên cứu kỹ lưỡng bởi nhà thiên văn học George Phillips Bond và cha của ông, William Cranch Bond. G.P. Bond kết hợp những quan sát này và quan sát của nhiều nhà thiên văn học khác vào một chuyên khảo, "Toàn cảnh sao chổi lớn năm 1858". Chuyên khảo này là công trình khoa học quan trọng nhất của ông và ông được trao Huy chương vàng của Hiệp hội Thiên văn Hoàng gia, với tư cách người Mỹ đầu tiên được nhận giải thưởng này.

### Chụp ảnh sao chổi
Donet's Comet đã được chụp thành công vào ngày 27 tháng 9 bởi W. Usherwood, một nhiếp ảnh gia chân dung tại Walton-on-the-Hill, Surrey, sử dụng phơi sáng 7 giây với ống kính chân dung f/2.4. Đây là lần đầu tiên một sao chổi được chụp ảnh. Bức ảnh của Usherwood, không còn lại đến ngày nay, cho thấy vùng sáng xung quanh hạt nhân sao chổi và một phần của đuôi. G.P. Bond cũng chụp ảnh thành công sao chổi vào ngày 28 tháng 9 tại Đài thiên văn Đại học Harvard, bức ảnh sao chổi đầu tiên thông qua một kính thiên văn. Ông đã nỗ lực chụp ảnh với thời gian tiếp xúc ngày càng tăng, cuối cùng đạt được một hình ảnh rõ nét. Sau đó ông viết, "chỉ có hạt nhân và một chút sương mờ đường kính 15inch chụp được trên tấm ảnh trong thời gian phơi sáng sáu phút".